# Simone Loria
Simone Loria (* 28. Oktober 1976 in Turin) ist ein italienischer ehemaliger Fußballspieler.

## Karriere
Simone Loria stammt aus der Jugend von Juventus Turin und stand in der ersten Liga zuletzt 2012 beim FC Bologna unter Vertrag. Seine Stammposition war in der Innenverteidigung. Zuvor spielte Loria bei US Lecce, Cagliari Calcio, Atalanta Bergamo, AC Siena, FC Turin und zuletzt bei der AS Rom. Ein kurzes Engagement bei AC Cuneo 1905 in der dritten Liga.